# مادس ريبر
مادس ريبر (بالدنماركية: Mads Rieper)‏ هو لاعب كرة قدم دنماركي في مركز الدفاع، ولد في 20 يوليو 1973 في آرهوس في الدنمارك. لعب مع آرهوس جمناستيك فورينينغ ونادي هورسينس.

## وصلات خارجية
- مادس ريبر على موقع قاعدة بيانات كرة القدم.إي يو (الإنجليزية)
- مادس ريبر على موقع Soccerway.com (الإنجليزية)